# میلانو دوئه
میلانو دوئه (به ایتالیایی: Milano 2) یک منطقهٔ مسکونی در ایتالیا است که در سگراته واقع شده‌است. میلانو دوئه ۶٬۰۸۷ نفر جمعیت دارد و ۱۲۷ متر بالاتر از سطح دریا واقع شده‌است.